# شراب (فیلم ۱۹۲۴)
شراب (انگلیسی: Wine) یک فیلم به کارگردانی لویی ژ. گانیه است که در سال ۱۹۲۴ منتشر شد.
از بازیگران آن می‌توان به کلارا باو، فارست استنلی، میرتل استدمان، والتر لانگ، و لئو وایت اشاره کرد.